# Хвалібожиці
Хвалібожиці (пол. Chwalibożyce, нім. Frauenhain) — село в Польщі, у гміні Олава Олавського повіту Нижньосілезького воєводства.
Населення — 382 особи (2011).
У 1975-1998 роках село належало до Вроцлавського воєводства.

## Демографія
Демографічна структура станом на 31 березня 2011 року:
|          | Загалом | Допрацездатний вік | Працездатний вік | Постпрацездатний вік |
| -------- | ------- | ------------------ | ---------------- | -------------------- |
| Чоловіки | 193     | 43                 | 130              | 20                   |
| Жінки    | 189     | 28                 | 117              | 44                   |
| Разом    | 382     | 71                 | 247              | 64                   |